# Presa Unbong
La presa Unbong, o presa de Yunfeng, és una presa de gravetat situada al riu Yalu el qual limita amb Xina i Corea del Nord. Es troba a 33 km al nord-est de la ciutat de Ji'an, provincia de Jilin (província de Jilin), Xina i Chasŏng (província de Chagang), Corea del Nord. L'objectiu principal de la presa és la generació d'energia hidroelèctrica i es troba connectada a una central de 400 MW. La construcció de la presa havia començat inicialment a l'agost de 1942, però va ser detingut el 1945 després de la rendició del Japó, posant fi a la Segona Guerra Mundial. A l'octubre de 1959, es va tornar a començar la construcció de la presa i, al setembre de 1965, va funcionar el primer dels quatre generadors de turbina Francis de 100 MW. L'últim generador va entrar en funcionament el 4 d'abril de 1967. La presa de 113,75 m d'alçada te una capacitat d'emmagatzematge de 3.895.000.000 m 3. El vessant de la presa és de tipus desbordament amb 21 portes inundables i té una descàrrega màxima de 21.900 m 3/ s. L'aigua es subministra a la central mitjançant dos túnels de 775 m de longitud i 759 m de longitud. L'energia produïda pels generadors 1 i 3 va a parar a la Xina i produïda pels generadors 2 i 4 es subministra a Corea del Nord.